# Ondine (film)
Ondine – film dramatyczny produkcji irlandzko-amerykańskiej z 2009 roku w reżyserii Neila Jordana. Zdjęcia kręcono w hrabstwie Cork.

## Opis fabuły
Rybak z niewielkiej irlandzkiej wioski pewnego dnia wyławia w sieciach żywą dziewczynę. Nie zdaje sobie sprawy z tego, jak ta sytuacja odmieni życie nie tylko jego, ale i mieszkańców całej wioski.

## Obsada
- Colin Farrell – Syracuse
- Alicja Bachleda-Curuś – Ondine
- Alison Barry – Annie, córka Syracuse'a
- Tony Curran – Alex
- Dervla Kirwan – Maura
- Emil Hostina – Vladic
- Stephen Rea – Ksiądz
- Don Wycherley – Kettle, pomocnik Vladica
- Norma Sheahan – Bibliotekarka
- Tom Archdeacon

i inni